# Moshe Lewin
Moshe Lewin (Vilnius, 7 de noviembre de 1921-París, 14 de agosto de 2010) fue un historiador que centró su obra en el estudio de la Unión Soviética.

## Biografía
Nació en la ciudad de Vilnius el 7 de noviembre de 1921. Durante los últimos años de la Segunda Guerra Mundial sirvió en las filas del Ejército rojo. Después del conflicto vivió en Polonia, Francia e Israel. Murió en 2010, el día 14 de agosto, en París
De pensamiento antiestalinista, fue autor de obras como Lenin's Last Struggle (Faber & Faber, 1969), una biografía de Lenin; Political Undercurrents in Soviet Economic Debates: From Bukharin to the Modern Reformers (Princeton University Press, 1974), The Making of the Soviet System: Essays in the Social History of Interwar Russia (Pantheon Books, 1985); The Gorbachev Phenomenon: A Historical Interpretation (University of California Press, 1988); o The Soviet Century (Verso, 2005); entre otras.